# Harissa (gerecht)
Harissa (Armeens: հարիսա) is een Armeens gerecht uit de Araratvlakte. Het is identiek aan Keşkek en wordt beschouwd als het nationale gerecht van Armenië.
Het is een soort van homogene pap, gemaakt van gestoofd (en uitgebeend) kip- of lamsvlees en grof gemalen, geweekte tarwe, die meestal gepeld is. In sommige regio's met een overwegend Turkse bevolking wordt ook geplette tarwe (yarma) gebruikt. 
Harissa, dat traditioneel wordt geserveerd op Paaszondag, is bekend sinds de oudheid en wordt nog steeds bereid door vele Armeniërs over de hele wereld.
Harissa wordt in Libanese dorpen, in verschillende etnische gemeenschappen, dikwijls in een grote pot gekookt bij religieuze aangelegenheden tijdens een dorpsbijeenkomst. Het lijkt sterk op harees, gemaakt van vlees en fijn gemalen tarwe en een populair gerecht in de Arabische landen aan de Perzische Golf. Harissa wordt gebruikt door de Arameeërs als een feestgerecht met Kerstmis (Eedo Rabo) en Pasen (Eedo Nahimo).